# 三碘合铅(II)酸钾
三碘合铅(II)酸钾是一种配位化合物，化学式为K[PbI3]。其二水合物可由含10 g碘化铅和30 g碘化钾的水溶液（30 mL）由70~80 °C缓慢冷却得到。二水合物属Pnma空间群，与相应的铵盐和铷盐同构，在空气中稳定，303 K以上逐渐失水。
四碘配合物K2[PbI4]（CAS号：39135-62-1）也是已知的。